# Tratado de Windsor (1386)

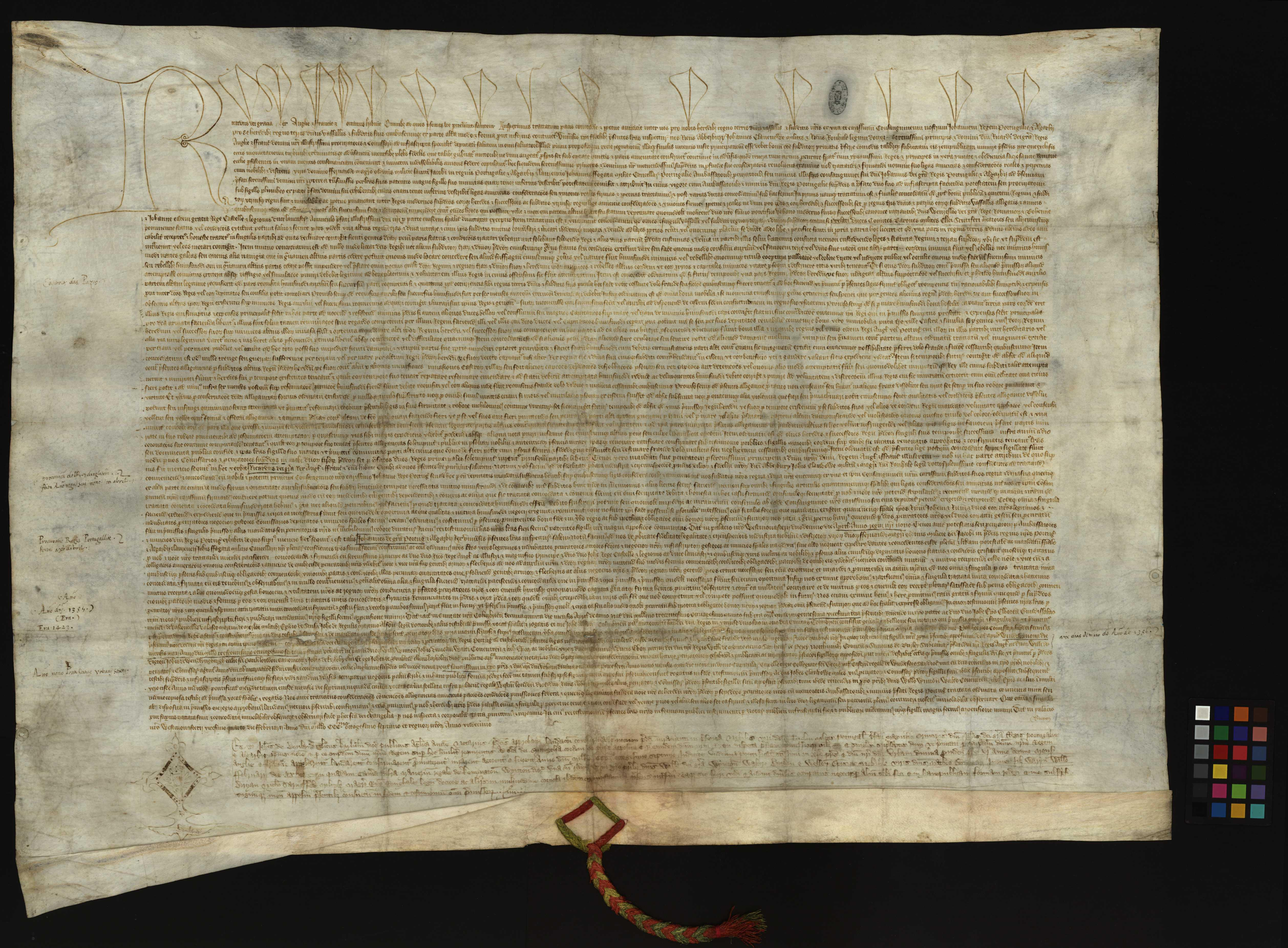
Tratado de Windsor.

O Tratado de Windsor estabelecido entre Portugal e a Inglaterra, sendo a mais antiga aliança diplomática do mundo ainda em vigor, foi assinado em 9 de Maio de 1386 após os ingleses lutarem ao lado da Casa de Avis na batalha de Aljubarrota e com o sentido de renovar a Aliança Anglo-Portuguesa estabelecida pelos dois países em 1373.
A representar o Reino de Portugal esteve Lourenço Anes Fogaça.

## História

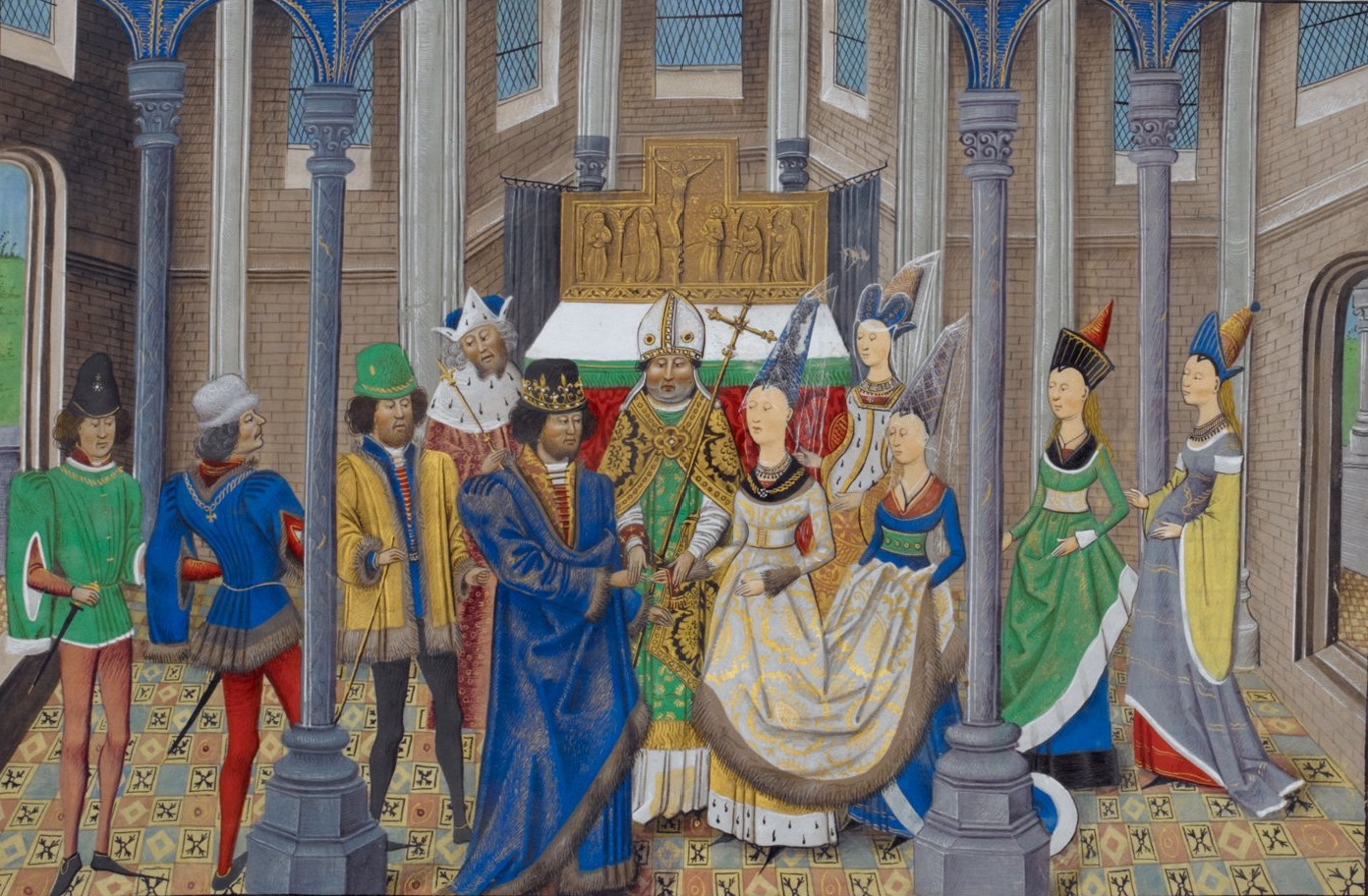
Casamento de João I, rei de Portugal e Filipa de Lencastre, filha de João de Gante.

A Inglaterra e Portugal estabelecem um Tratado de Aliança em 1373 tendo os ingleses lutado juntamente com a Casa de Avis na batalha de Aljubarrota contra o Reino de Castela em 1385.
Com a vitória na batalha de Aljubarrota, o exército castelhano fora derrotado com perdas de tal forma graves que impediram João I de Castela de tentar nova invasão nos anos seguintes. O mestre da Avis D. João foi reconhecido como rei de Portugal, pondo um fim à crise de sucessão de 1383-1385 e à anarquia que grassava no território português. O reconhecimento pelo reino de Castela dar-se-ia apenas em 1411, com a assinatura do Tratado de Ayllón-Segovia.
A aliança Luso-Inglesa foi renovada em Maio de 1386. Portugal e a Inglaterra (D. João I e Ricardo II, respetivamente) assinaram o Tratado de Windsor, confirmando formalmente a aliança que haveria de servir de alicerce às relações bilaterais entre ambos durante mais de 600 anos. O último acto a firmar esta aliança foi o casamento real entre Filipa de Lencastre, filha de João de Gante, duque de Lencastre, e D. João I, realizado em 1387. O comércio bilateral floresceu através dos armazéns ingleses no Porto: bacalhau e tecidos eram trocados por vinho, cortiça, sal e azeite. O filho mais novo do casal, Henrique (Príncipe Henrique, o Navegador), liderou a Época Áurea de Portugal através das suas viagens de descobertas marítimas.

## Invocações do Tratado de Windsor
O tratado de Windsor, ainda válido, estabelece um pacto de apoio mútuo entre Portugal e Inglaterra (hoje o Reino Unido).
- Durante a dinastia Filipina, de 1580 a 1 de dezembro de 1640, dada a união ibérica e a guerra entre Espanha e Inglaterra, o tratado foi suspenso, permitindo confrontos como o saque da Nau portuguesa Madre de Deus em 1592.
- O Reino de Portugal usou-o em 1640, para expulsar os reis de Espanha (da casa dos Habsburgos).
- No início do século XIX a aliança deu novamente impulso às relações entre Reino Unido e Portugal quando Napoleão invadiu Portugal. Em 1807 o exército francês atacou Lisboa e a família real portuguesa teve de fugir para o Brasil, ainda colónia portuguesa. O auxílio a Portugal por parte dos britânicos precipitou a Guerra Peninsular.
- Ainda no século XIX o governo britânico contornou o tratado ao responder com um ultimato a Portugal quando este, por ocasião da Conferência de Berlim, apresentou um projeto — Mapa Cor-de-Rosa — em que reivindicava o território entre Angola e Moçambique.
- Já no século XX, o Reino Unido invocou-o por ocasião da Primeira Guerra Mundial, em maio de 1916, pedindo o apresamento de todos os navios germânicos na costa lusitana. Esta atitude justificou a declaração oficial de guerra de Portugal em relação à Alemanha e seus aliados, a 9 de março de 1916 (apesar dos combates em África desde 1914).
- Voltou novamente a ser invocado na Segunda Guerra Mundial permitindo o uso da Base das Lajes pelos Aliados.